# Sclerolaena ventricosa
Sclerolaena ventricosa là loài thực vật có hoa thuộc họ Dền. Loài này được (J. Black) A.J. Scott miêu tả khoa học đầu tiên năm 1978.